# Славошино
Славошино (пол. Sławoszyno) — село в Польщі, у гміні Крокова Пуцького повіту Поморського воєводства.
Населення — 617 осіб (2011).
У 1975-1998 роках село належало до Гданського воєводства.

## Демографія
Демографічна структура станом на 31 березня 2011 року:
|          | Загалом | Допрацездатний вік | Працездатний вік | Постпрацездатний вік |
| -------- | ------- | ------------------ | ---------------- | -------------------- |
| Чоловіки | 300     | 72                 | 210              | 18                   |
| Жінки    | 317     | 78                 | 188              | 51                   |
| Разом    | 617     | 150                | 398              | 69                   |